# Carl Christian Agthe
Carl Christian Agthe (* 16 iunie 1762 Hettstedt; † 27 noiembrie 1797 Ballenstedt) a fost un compozitor și organist german.

## Lucrări
Pentru scenă
- Erwin und Elmire, Singspiel. Text: Johann Wolfgang von Goethe. Premiera: 1776 Reval, Schauspielhaus. 1790 Ballenstädt, Schlosstheater
- Acontius und Cidippe, Singspiel. Libretul: Bober, după Ovidiu. Premiera: 1777 Reval, Schauspielhaus
- Das Milchmädchen, Singspiel. Premiera: 1777 Reval. 1782 Ballenstädt
- Martin Velten, Operă comică în 3 acte. 1778 Reval, Theater im Gildenhaus
- Philemon und Baucis, Balet-Divertisment. Premiera: 1778 Reval. 1791 Ballenstädt
- Der Barbier auf dem Lande, Operă comică în 3 acte. Premiera: 1779 St.Petersburg
- Die Spiegelritter, Oper 3 Akte. Text: August von Kotzebue. Premiera: 1795 Ballenstädt
- Die weißen Inseln, Operă. Nu a fost reprezentată
- Mehala, die Tochter Jephta, Dramă muzicală. Data premierei necunoscută

Lieduri
- Abgewelkt, des bangen Lebens müde (Text: Ribbeck)
- Ach, mir ist das Herz so schwer (Text: Stolberg)
- Hast du nicht Liebe zu gemessen (Text: Gottfried August Bürger)
- Holder Mai, die Lämmer springen (Text: Johann Wilhelm Ludwig Gleim)
- Ich sehe mit Schmerzen (Text: Stolberg)
- Leb wohl, bis wir uns wiedersehn (Text: Friedrich Schlegel)
- Mir tut's so weh im Herzen (Text: Gottfried August Bürger)
- Schließe gütig meine Augenlider (Text: Johann Christoph Gatterer)
- Schon des nahen Frühlings Güte (Text: Johann Christoph Gatterer)
- Trinklied im Mai (Text: Ludwig Heinrich Christoph Hölty)
- Wann die Hochzeitsfackel lodert (Text: Ludwig Andreas Gotter)
- Wie selig, wer sein Liebchen hat (Text: Gottfried August Bürger)

1. 1 2  Carl Christian Agthe, International Music Score Library Project, accesat în 9 octombrie 2017
2. ↑  MSR / Agte[*] Verificați valoarea |titlelink= (ajutor)